# Shatter (česká hudební skupina)
Shatter je česká kapela z Jablonného nad Orlicí v Pardubickém kraji založená v roce 1998. Hraje mix thrash metalu, nu-metalu a metalcoru. 
Debutové studiové album Colors vyšlo vlastním nákladem v roce 2001. Druhá deska Power In Us (2005) je ovlivněna starší tvorbou brazilské thrashmetalové veličiny Sepultura a částečně i Soulfly. Právě skupině Soulfly Shatter předskakovali na koncertě v Praze v roce 2003.
Na svém kontě mají Shatter k roku 2022 celkem tři dlouhohrající alba.

## Diskografie
Studiová alba
- Colors (2001)
- Power In Us (2005)
- Black Comedy (2009)[2]